# Lampria cilipes
Lampria cilipes là một loài ruồi trong họ Asilidae. Lampria cilipes được Walker miêu tả năm 1857. Loài này phân bố ở vùng Tân nhiệt đới.